# Limnephilus maya
Limnephilus maya är en nattsländeart som beskrevs av Oliver S. Flint Jr. 1967. Limnephilus maya ingår i släktet Limnephilus och familjen husmasknattsländor. Inga underarter finns listade i Catalogue of Life.